# この手紙…
『この手紙…』（このてがみ）は、ALvinoのシングル。2008年2月27日にバップより発売。

## 解説
- ALvinoのメジャーデビューシングル。
- 初回盤はオリジナル差し替えジャケットがランダムで封入されている。

## 収録曲
1. この手紙… (4:42)
  - 作詞・作曲: 潤、編曲: 佐久間正英 / ALvino
  - TBS系『神さまぁ〜ず』2 - 3月度エンディングテーマ。
2. Love CLover (4:18)
  - 作詞: 翔太、作曲: 潤、編曲: 佐久間正英 / ALvino
3. LUCKY☆BOY (4:38)
  - 作詞: 翔太、作曲: KOJI、編曲: ALvino